# La legge dei nove
La legge dei nove, scritto da Terry Goodkind, è un seguito ambientato nei giorni nostri della saga de La spada della verità.

## Trama
Alexander Rahl, un semplice pittore, scopre di avere un oscuro passato alle spalle: tutto gira intorno ad una strana lettera che ha ricevuto da suo nonno prima della sua morte.

## Personaggi
- Alexander Rahl: il personaggio principale, discende da Jennsen Rahl e Tom Rahl
- Jax: una strana donna proveniente da un altro mondo, è prima nemica, poi amica di Alexander
- Ben Rahl: il nonno di Alexander
- Helen Rahl: la madre di Alexander, è impazzita per strani motivi
- Mike Fenton
- Hal Halverson
- Regina Bethany: la malvagia regina proveniente dall'altro Mondo, cerca in tutti i modi di avere un erede Rahl
- Randell Cain: il cattivo, è uno spietato e crudele tiranno
- Sedrick Vendis

## Edizioni
- Terry Goodkind, La legge dei nove, traduzione di Maurizio Nati, I ed., Fanucci, 2010,  p. 384, ISBN 978-88-347-1583-3.